# 巴天諾夫對焦罩
巴天諾夫對焦罩 （Bahtinov Mask 也稱為：對焦魚骨板 ）是一种用于小型天文望远镜精确對焦的装置。尽管巴天諾夫對焦罩长期以来一直用作辅助對焦工具，但这种独特的图案是由俄罗斯业余天文摄影师帕维尔·巴天諾夫（俄语： Павел Бахтинов) 在 2005 年發明。
用於望远镜和攝星镜的精确聚焦，对于进行天体摄影至关重要。
望遠鏡指向一顆明亮的恆星，並在望遠鏡物鏡前（或光圈前）放置一個對焦罩。
對焦罩由三個獨立的網格組成，這些網格的位置使得網格在儀器的焦平面上為每個明亮的圖像元素產生三個有角度的衍射尖峰。隨著儀器焦點的改變，中央尖峰似乎從恆星的一側移動到另一側。實際上，所有三個尖峰都在移動，但中央尖峰的移動方向與形成“X”的兩個尖峰相反。當中間尖峰位於其他兩個尖峰之間時，可實現最佳對焦。
與最佳焦點的微小偏差很容易看到。對於天文攝影，可以通過軟件分析數字圖像，以定位尖峰與亞像素分辨率的對齊。
該位移的方向表示必要的焦點校正的方向。將對焦罩旋轉 180° 將反轉尖峰運動的方向，因此如果以一致的方向放置在望遠鏡上，則更易於使用。達到準確對焦後，必須取下對焦罩。
對焦罩通過將光學系統的孔徑光闌（通常是物鏡本身的圓形形狀）替換為不對稱且週期性的光闌來工作。 查看點源（例如星星）會在焦平面上產生一個衍射圖案，該圖案代表光圈形狀的夫琅和費繞射變換。 該圖案通常是由圓形孔徑產生的艾里斑，但在對焦罩到位的情況下，該圖案表現出不對稱尖峰，代表對焦罩圖案的空間頻率和方向的變換。 需要非常明亮的恆星和非常黑暗的天空才能產生清晰可見的高對比度尖峰。 衍射效果類似於使用普通相機鏡頭在風景攝影中產生太陽星圖案，其中鏡頭的機械光圈被調整為帶有尖角的小多邊形。